# Julien Benneteau
Julien Benneteau (Bourg-en-Bresse, 20 de Dezembro de 1981) é um tenista profissional da França.
Benneteau, da geração de Nicolas Mahut e Gaël Monfils, tem apenas títulos na ATP em duplas. Já se sagrou campeão do Orange Bowl (torneio americano de tênis juvenil) e alcançou as quartas-de-final em Roland-Garros em 2006.
Em simples, já foi finalista de 4 ATPs: Lyon e Casablanca em 2008, Kitzbuhel em 2009 e Marselha em 2010. Além disso, chegou às Quartas-de-Final de Roland Garros 2006 e as Oitavas-de-Final de Wimbledon em 2010.
Encerrou o ano de 2011 como o número 52 do mundo.

## Olimpíadas

### Duplas: 1 (1 bronze)
| Posição | Ano  | Campeonato | Piso  | Parceiro        | Oponentes                    | Placar        |
| ------- | ---- | ---------- | ----- | --------------- | ---------------------------- | ------------- |
| Bronze  | 2012 | Londres    | Grama | Richard Gasquet | David Ferrer Feliciano López | 7–6(7–4), 6–2 |

### Grand Slam finais

#### Duplas: 1 (1 título)
| Posição | Ano  | Campeonato    | Piso   | Parceiro               | Oponentes                    | Placar        |
| ------- | ---- | ------------- | ------ | ---------------------- | ---------------------------- | ------------- |
| Campeão | 2014 | Roland Garros | Saibro | Édouard Roger-Vasselin | Marcel Granollers Marc López | 6–3, 7–6(7–1) |

### Masters 1000 finais

#### Duplass: 6 (2 títulos, 4 vices)
| Posição | Ano  | Campeonato  | Piso     | Parceiro               | Oponentes                            | Placar                 |
| ------- | ---- | ----------- | -------- | ---------------------- | ------------------------------------ | ---------------------- |
| Vice    | 2007 | Monte Carlo | Saibro   | Richard Gasquet        | Bob Bryan Mike Bryan                 | 2–6, 1–6               |
| Campeão | 2009 | Shanghai    | Duro (i) | Jo-Wilfried Tsonga     | Mariusz Fyrstenberg Marcin Matkowski | 6-2, 6-4               |
| Vice    | 2010 | Toronto     | Duro     | Michaël Llodra         | Bob Bryan Mike Bryan                 | 5–7, 3–6               |
| Vice    | 2011 | Paris       | Duro (i) | Nicolas Mahut          | Rohan Bopanna Aisam-ul-Haq Qureshi   | 2–6, 4–6               |
| Campeão | 2013 | Monte Carlo | Saibro   | Nenad Zimonjić         | Bob Bryan Mike Bryan                 | 4–6, 7–6(7–4), [14–12] |
| Vice    | 2014 | Shanghai    | Duro     | Édouard Roger-Vasselin | Bob Bryan Mike Bryan                 | 3–6, 6–7(3–7)          |

## ATP finais

### Simples: 10 (10 vices)
| Legenda                           |
| --------------------------------- |
| Grand Slam (0–0)                  |
| ATP World Tour Finals (0–0)       |
| ATP World Tour Masters 1000 (0–0) |
| ATP World Tour 500 Series (0–1)   |
| ATP World Tour 250 Series (0–9)   |

| Finais por Piso |
| --------------- |
| Duro (0–7)      |
| Saibro (0–2)    |
| Grama (0–0)     |
| Carpete (0–1)   |

| Posição | N.  | Data               | Torneio                                                 | Piso        | Oponente               | Placar             |
| ------- | --- | ------------------ | ------------------------------------------------------- | ----------- | ---------------------- | ------------------ |
| Vice    | 1.  | Maio 18, 2008      | Grand Prix Hassan II, Casablanca, Marrocos              | Saibro      | Gilles Simon           | 5–7, 2–6           |
| Vice    | 2.  | Outubro 20, 2008   | Grand Prix de Tennis de Lyon, Lyon, França              | Carpete (i) | Robin Söderling        | 3–6, 7–6(7–5), 1–6 |
| Vice    | 3.  | Maio 18, 2009      | Interwetten Austrian Open Kitzbühel, Kitzbühel, Áustria | Saibro      | Guillermo García-López | 6–3, 6–7(1–7), 3–6 |
| Vice    | 4.  | Fevereiro 15, 2010 | Open 13, Marseille, França                              | Duro (i)    | Michaël Llodra         | 3–6, 4–6           |
| Vice    | 5.  | Agosto 27, 2011    | Winston-Salem Open, Winston-Salem, EUA                  | Duro        | John Isner             | 6–4, 3–6, 4–6      |
| Vice    | 6.  | Janeiro 15, 2012   | Apia International Sydney, Sydney, Austrália            | Duro        | Jarkko Nieminen        | 2–6, 5–7           |
| Vice    | 7.  | Setembro 30, 2012  | Proton Malaysian Open, Kuala Lumpur, Malásia            | Duro (i)    | Juan Mónaco            | 5–7, 6–4, 3–6      |
| Vice    | 8.  | Fevereiro 17, 2013 | ABN Amro World Tennis Tournament, Rotterdam, Holanda    | Duro (i)    | Juan Martín del Potro  | 6–7(2–7), 3–6      |
| Vice    | 9.  | Setembro 29, 2013  | Proton Malaysian Open, Kuala Lumpur, Malásia            | Duro (i)    | João Sousa             | 6–2, 5–7, 4–6      |
| Vice    | 10. | Setembro 28, 2014  | Proton Malaysian Open, Kuala Lumpur, Malásia            | Duro (i)    | Kei Nishikori          | 6–7(4–7), 4–6      |

### Duplas: 17 (10 títulos, 7 vices)
| Legenda                           |
| --------------------------------- |
| Grand Slam (1–0)                  |
| ATP World Tour Finals (0–0)       |
| ATP World Tour Masters 1000 (2–4) |
| ATP World Tour 500 Series (1–1)   |
| ATP World Tour 250 Series (6–3)   |

| Finais por Piso |
| --------------- |
| Duro (7–5)      |
| Saibro (2–1)    |
| Grama (0–0)     |
| Carpete (1–1)   |

| Posição | N.  | Data               | Torneio                                        | Piso        | Parceiro               | Oponentes                            | Placar                 |
| ------- | --- | ------------------ | ---------------------------------------------- | ----------- | ---------------------- | ------------------------------------ | ---------------------- |
| Campeão | 1.  | Setembro 29, 2003  | Open de Moselle, Metz, França                  | Duro (i)    | Nicolas Mahut          | Michaël Llodra Fabrice Santoro       | 7–6(7–2), 6–3          |
| Vice    | 1.  | Outubro 6, 2003    | Grand Prix de Tennis de Lyon, Lyon, França     | Carpete (i) | Nicolas Mahut          | Jonathan Erlich Andy Ram             | 1–6, 3–6               |
| Campeão | 2.  | Outubro 23, 2006   | Grand Prix de Tennis de Lyon, Lyon, França     | Carpete (i) | Arnaud Clément         | František Čermák Jaroslav Levinský   | 6–2, 6–7(3–7), [10–7]  |
| Vice    | 2.  | Abril 15, 2007     | Monte Carlo Masters, Monte Carlo, Mônaco       | Saibro      | Richard Gasquet        | Bob Bryan Mike Bryan                 | 2–6, 1–6               |
| Campeão | 3.  | Março 3, 2008      | Tennis Channel Open, Las Vegas, EUA            | Duro        | Michaël Llodra         | Bob Bryan Mike Bryan                 | 6–4, 4–6, [10–8]       |
| Campeão | 4.  | Outubro 12, 2009   | Shanghai ATP Masters 1000, Shanghai, China     | Duro        | Jo-Wilfried Tsonga     | Mariusz Fyrstenberg Marcin Matkowski | 6–2, 6–4               |
| Campeão | 5.  | Outubro 26, 2009   | Grand Prix de Tennis de Lyon, Lyon, França (2) | Duro (i)    | Nicolas Mahut          | Arnaud Clément Sébastien Grosjean    | 6–4, 7–6(8–6)          |
| Campeão | 6.  | Fevereiro 15, 2010 | Open 13, Marseille, França                     | Duro (i)    | Michaël Llodra         | Julian Knowle Robert Lindstedt       | 6–4, 6–3               |
| Vice    | 3.  | Agosto 15, 2010    | Rogers Cup, Toronto, Canada                    | Duro        | Michaël Llodra         | Bob Bryan Mike Bryan                 | 5–7, 3–6               |
| Vice    | 4.  | Fevereiro 20, 2011 | Open 13, Marseille, França                     | Duro (i)    | Jo-Wilfried Tsonga     | Robin Haase Ken Skupski              | 3–6, 7–6(7–4), [11–13] |
| Vice    | 5.  | Novembro 13, 2011  | BNP Paribas Masters, Paris, França             | Duro (i)    | Nicolas Mahut          | Rohan Bopanna Aisam-ul-Haq Qureshi   | 2–6, 4–6               |
| Campeão | 7.  | Abril 21, 2013     | Monte Carlo Masters, Monte Carlo, Mônaco       | Saibro      | Nenad Zimonjić         | Bob Bryan Mike Bryan                 | 4–6, 7–6(7–4), [14–12] |
| Campeão | 8.  | Agosto 4, 2013     | Citi Open, Washington, D.C., EUA               | Duro        | Nenad Zimonjić         | Mardy Fish Radek Štepánek            | 7–6(7–5), 7–5          |
| Campeão | 9.  | Fevereiro 23, 2014 | Open 13, Marseille, França                     | Duro (i)    | Édouard Roger-Vasselin | Paul Hanley Jonathan Marray          | 4–6, 7–6(8–6), [13–11] |
| Campeão | 10. | Junho 7, 2014      | Roland Garros, Paris, França                   | Saibro      | Édouard Roger-Vasselin | Marcel Granollers Marc López         | 6–3, 7–6(7–1)          |
| Vice    | 6.  | Outubro 5, 2014    | China Open, Beijing, China                     | Hard        | Vasek Pospisil         | Jean-Julien Rojer Horia Tecău        | 7–6(8–6), 5–7, [5–10]  |
| Vice    | 7.  | Outubro 12, 2014   | Shanghai Rolex Masters, Shanghai, China        | Duro        | Édouard Roger-Vasselin | Bob Bryan Mike Bryan                 | 3–6, 6–7(3–7)          |

## Referência
1. ↑  atpworldtour.com/